# Dicranum viridissimum
Dicranum viridissimum är en bladmossart som beskrevs av A. P. de Candolle 1815. Dicranum viridissimum ingår i släktet kvastmossor, och familjen Dicranaceae. Inga underarter finns listade i Catalogue of Life.